# Dendrophyllia florulenta
Dendrophyllia florulenta är en korallart som beskrevs av Alcock 1902. Dendrophyllia florulenta ingår i släktet Dendrophyllia och familjen Dendrophylliidae.
Artens utbredningsområde är Indiska oceanen. Inga underarter finns listade i Catalogue of Life.